# Людина з відповідями
«Людина з відповідями» (грец. Ο άνθρωπος με τις απαντήσεις) — романтична драма 2021 року, сценаристом та режисером якої став Стеліос Каммітсіс. Фільм є спільним виробництвом Кіпру, Греції та Італії.

## Сюжет
Двадцятирічний Віктор жив з бабусею у грецькому прибережному місті Патри. У минулому він успішний стрибун у висоту, але зараз працює на меблевій фабриці. Після смерті бабусі, він сідає в її стару «Audi» й рушає у подорож до Німеччини. На поромі до Італії він зустрічає Матіаса, авантюрного молодого німця, який прямує додому. Матіас переконує Віктора взяти його з собою.

## У ролях
- Василіс Магуліотіс — Віктор
- Антон Вайль — Матіас
- Stella Fyrogeni
- Marc Pistono
- Chiara Ore Visca
- Брандо Россі
- Mauro Racanti
- Anita Lorusso
- П'єрпаоло Віталі
- Антоніс Катсаріс

## Виробництво
Режисер Стеліос Каммітсіс – корінний грек, вивчав кінематограф в Університеті штату Нью-Йорк у Перчесі, працював асистентом володаря Золотої пальмової гілки Тео Ангелопулоса, а пізніше Дімітріса Папайоану, художнього керівника церемонії відкриття Олімпійських ігор 2004 року в Афінах. Також працював сценаристом для грецьких телесеріалів. Його повнометражним дебютом стали фільми «Придурки». За роботу над сценарієм фільму «Людина з відповідями» отримав стипендію від Програми Ніпкова в 2013 році.
Роль Віктора виконав грецький актор театру і кіно Васіліс Магуліотіс, роль Матіаса – німецький актор Антон Вайль.
Зйомки проходили з вересня 2018 року по лютий 2019 року в Греції, Кіпрі та Італії, загалом у десяти містах. Оператором виступив Тодорос Міхопулос.
Перший показ відбувся 27 лютого 2021 року на кінофестивалі Mardi Gras. Його показали на Міжнародному кінофестивалі в Санта-Барбарі на початку квітня 2021 року. Фільм вийшов у прокат у США 20 липня 2021 року. З квітня 2022 року фільм демонструвався в окремих кінотеатрах Німеччини. У серпні 2024 року фільм «Людина з відповідями» було представлено в рамках Мюнхенського тижня кіномистецтва.